# 규휘
규휘(1982년 9월 21일 ~ )는 1999년 미스코리아 서울 미(美) 출신의 배우이다. 2010년 야구 선수 배영수와 결혼하였다.

## 프로필
- 출생: 1982년 9월 21일
- 신체: 172cm, 52kg, 34-25-36
- 학력: 서울예술대학 무용과
- 수상: 1999년 미스코리아 서울 미(美)
- 취미: 음악, 무용공연감상
- 특기: 노래, 춤

## 같이 보기
- 1999년 미스코리아
- 미스코리아 서울